# آدم رايت
آدم رايت (بالإنجليزية: Adam Wright)‏ هو لاعب كرة الماء أمريكي، ولد في 4 مايو 1977 في شاطئ هنتنغتون في الولايات المتحدة.

## وصلات خارجية
- آدم رايت على موقع قاعة مشاهير السباحة الأمريكية (الإنجليزية)
- آدم رايت على موقع اللجنة الأولمبية الدولية (الإنجليزية)
- آدم رايت على موقع أوليمبيديا (الإنجليزية)
- آدم رايت على موقع اللجنة الأولمبية والبارالمبية الأمريكية (الإنجليزية)